# Tillandsia bulbosa
Espèce
Tillandsia bulbosa est une espèce de plantes à fleurs de la famille des Bromeliaceae originaire d'Amérique tropicale. C'est une épiphyte qui pousse principalement dans le biome tropical humide.

## Description
Tillandsia bulbosa est une plante épiphyte dont les feuilles sont brusquement dilatées à la base et forment ainsi un pseudobulbe bien distinct, étroitement linéaire dans la partie supérieure et entièrement recouvert d'écailles, ce qui leur donne un aspect grisâtre. Le panicule est composé de plusieurs épis digités, normalement teintés de rouge et de pourpre.

## Répartition et habitat
Tillandsia bulbosa est répandu dans toute l'Amérique centrale, les Antilles, le sud du Mexique (Chiapas, Tabasco, Veracruz, Péninsule du Yucatán) et le nord et l'est de l'Amérique du Sud (Venezuela, Colombie, les Guyanes, Bahia, Espírito Santo, Alagoas, Amapá, Pernambouc),,,,,,,. Cette espèce est répandue dans les forêts semi aérophiles et dabs les forêts mésophiles.

## Dénomination
Tillandsia bulbosa' est dénommé en anglais Bulbous airplant.

## Systématique
Le nom correct complet (avec auteur) de ce taxon est Tillandsia bulbosa Hook..
Tillandsia bulbosa a pour synonymes :
- Platystachys bulbosa (Hook.) Beer
- Platystachys erythraea (Lindl. & Paxton) Beer
- Pourretia hanisiana É.Morren
- Tillandsia bulbosa f. alba Takiz.
- Tillandsia bulbosa var. brasiliensis Schult. & Schult.f.
- Tillandsia bulbosa var. picta Hook.
- Tillandsia erythraea Lindl. & Paxton
- Tillandsia pumila Griseb.
- Tillandsia pumila Lindl. & Paxton

### Étymologie
Le nom de genre Tillandsia est dédié à Elias Tillandz, médecin et botaniste suédois. 
Son épithète spécifique vient du grec bolbos « oignon, bulbe ».